# Karl Friedrich Schick
Karl Friedrich Schick, auch Carl Friedrich Schick (* 17. April 1826 in Hilpertsau, Großherzogtum Baden; † 26. Juni 1875 zu Tretenhof bei Seelbach, Großherzogtum Baden), war ein deutscher Genre- und Historienmaler der Düsseldorfer Schule.

## Leben
Schick studierte Malerei an der Kunstakademie Düsseldorf. Er bereiste Italien und ließ sich in Karlsruhe nieder, wo er an der Großherzoglich Badischen Kunstschule lehrte. Dort waren unter anderem Emil Keyser und Wilhelm Trübner seine Schüler.
Schick widmete sich anfänglich vor allem der Genremalerei, wandte sich dann der religiösen Historienmalerei zu. Er stellte in Chemnitz, Dresden, Düsseldorf, Karlsruhe, Köln und Wien aus.